# エスタディオ・ウニベルシタリオ・デ・カラカス
エスタディオ・ウニベルシタリオ・デ・カラカス（Estadio Universitario de Caracas）は、ベネズエラの首都カラカスにあるスタジアム。カルロス・ラウール・ビリャヌエバが手がけたベネズエラ中央大学開発プロジェクトのうちの一つ。1951年12月25日、ボリバリアンゲームズ開催に合わせて開場した。およそ26,000人を収容することができる。
主に野球に使用されている。現在はリーガ・ベネソラーナ・デ・ベイスボル・プロフェシオナルに参加している2チーム、レオネス・デル・カラカスとティブロネス・デ・ラグアイラ が本拠地にしている。